# Hernik
Hernik (forma żeńska: Hernik, liczba mnoga: Hernik) – polskie nazwisko notowane od 1387 roku.

## Etymologia nazwiska
Prawdopodobnie od staropolskiego harny, herny (zarozumiały, dumny), możliwe że od śląskiego hernig – górnik (w tej formie notowane w 1387 roku).

## Demografia
Na początku lat 90. XX wieku w Polsce mieszkało 2000 osób o tym nazwisku, najwięcej w dawnym województwie: radomskim – 896, bielskim – 215 i warszawskim – 211. W 2014 roku mieszkało w Polsce około 2100 osób o nazwisku Hernik, najwięcej w Radomiu i jego okolicach oraz w Cieszynie.

## Znani przedstawiciele
- Ewa Zajączkowska-Hernik (ur. 1990) – polska polityczka, historyczka i dziennikarka,
- Teresa Hernik (ur. 1956) – polska działaczka społeczna, naczelniczka Związku Harcerstwa Polskiego.